# Раирани сирени
Раираните сирени (Pseudobranchus) са род земноводни от семейство Сиренови (Sirenidae).
Таксонът е описан за пръв път от британския зоолог и филателист Джон Едуард Грей през 1825 година.

## Видове
- Pseudobranchus axanthus
- Pseudobranchus striatus